# Аль-Кияма
Аль-Кия́ма (араб. القيامة — Воскресение) — семьдесят пятая сура Корана. Сура мекканская.  Состоит из 40 аятов.

## Содержание
В этой священной суре речь идет о воскрешении людей и расчёте с ними, о Дне воскресения и его ужасах. Потом сура успокаивает посланника тем, что Коран запечатлен в его сердце. В суре содержится предостережение тем, которые любят эту преходящую жизнь и пренебрегают жизнью будущей. В ней также рассказывается о состоянии умирающего в предсмертный миг и о том, как он небрежно исполнял свои религиозные обязанности.

 ۝ Нет, клянусь Днём воскресения! ۝ Клянусь душой попрекающей! ۝ Неужели человек полагает, что Мы не соберём его костей? ۝ Конечно! Мы способны восстановить даже кончики его пальцев (или сделать всего его пальцы одинаковыми, так что он не сможет пользоваться ими, как прежде). ۝ Но человек желает и впредь совершать грехи. ۝ Он спрашивает, когда же наступит День воскресения? ۝ Когда взор будет ошеломлён, ۝ луна затмится, ۝ а солнце и луна сойдутся. ۝ В тот день человек скажет: «Куда бежать?»  ۝  О нет! Не будет убежища! ۝ В тот день возвращение будет к твоему Господу. ۝ В тот день человеку возвестят о том, что он совершил заранее и что оставил после себя. ۝ Но человек будет свидетельствовать против самого себя, ۝ даже если он будет оправдываться.
—  75:1—15 (Кулиев)